# 梅泉野錄
《梅泉野錄》是一部編年體野史，記載1864年到1910年這47年間李氏朝鮮的歷史，以漢文筆記形式撰寫，作者為黃玹，書名取自其雅號梅泉。全書有7冊、6卷（第一卷分上、下兩冊）。
大韓民國的國史編纂委員會曾出版一系列「韓國史料叢書」，《梅泉野錄》在其中名列第一。

## 外部連結
- 梅泉野錄 （页面存档备份，存于）